# Politique en Vaucluse
Le 12 août 1793 fut créé le département de Vaucluse, constitué des districts d'Avignon et de Carpentras, mais aussi de ceux d'Apt et d'Orange, qui appartenaient aux Bouches-du-Rhône, ainsi que du canton de Sault, qui appartenait aux Basses-Alpes. En 1800, une dernière modification des limites départementales rattacha le canton de Suze-la-Rousse à la Drôme, ce qui eut pour conséquence d'enclaver entièrement le canton vauclusien de Valréas dans la Drôme.

## Représentation politique

### Les élections présidentielles

#### Élections de 2022
Lors des élections présidentielles de 2022, on observe l'effondrement du nombre de suffrages recueillis par le parti des Républicains. Ces derniers, représentée lors de ces élections par Valérie Pécresse, perdent plus de 47 000 voix par rapport à 2017. Comme en 2017, Marine Le Pen est en tête au 1er tour mais elle perd environ 6 500 voix qui peut s'expliquer par la candidature d'Éric Zemmour puisque ce dernier réuni un peu plus de 10% des suffrages exprimés. Jean-Luc Mélenchon gagne près de 2 200 voix par rapport à l'élection précédente. Enfin, Emmanuel Macron engrange approximativement 8 500 voix supplémentaires par rapport à 2017.
Contrairement à 2017, Marine Le Pen est en tête au second tour avec 52% des voix contre 48% pour le Président sortant.
| Candidats                | Candidats                | Partis                   | Premier tour | Premier tour | Second tour | Second tour |
| Candidats                | Candidats                | Partis                   | Voix         | %            | Voix        | %           |
| ------------------------ | ------------------------ | ------------------------ | ------------ | ------------ | ----------- | ----------- |
|                          | Marine Le Pen            | RN                       | 89 413       | 29,43        | 145 707     | 52,00       |
|                          | Emmanuel Macron          | LREM                     | 66 885       | 22,01        | 134 476     | 48,00       |
|                          | Jean-Luc Mélenchon       | LFI                      | 63 049       | 20,75        |             |             |
|                          | Éric Zemmour             | REC                      | 30 473       | 10,03        |             |             |
|                          | Yannick Jadot            | EELV                     | 12 128       | 3,99         |             |             |
|                          | Valérie Pécresse         | LR                       | 11 918       | 3,92         |             |             |
|                          | Jean Lassalle            | RES                      | 9 843        | 3,24         |             |             |
|                          | Nicolas Dupont-Aignan    | DLF                      | 6 896        | 2,27         |             |             |
|                          | Fabien Roussel           | PCF                      | 6 247        | 2,06         |             |             |
|                          | Anne Hidalgo             | PS                       | 3 769        | 1,24         |             |             |
|                          | Philippe Poutou          | NPA                      | 2 023        | 0,67         |             |             |
|                          | Nathalie Arthaud         | LO                       | 1 221        | 0,40         |             |             |
|                          |                          |                          |              |              |             |             |
| Votes valides            | Votes valides            | Votes valides            | 303 865      | 98,03        | 280 183     | 91,88       |
| Votes blancs             | Votes blancs             | Votes blancs             | 4 350        | 1,40         | 18 445      | 6,05        |
| Votes nuls               | Votes nuls               | Votes nuls               | 1 742        | 0,56         | 6 310       | 2,07        |
| Total                    | Total                    | Total                    | 309 957      | 100          | 304 938     | 100         |
| Abstention               | Abstention               | Abstention               | 101 650      | 24,70        | 106 789     | 25,94       |
| Inscrits / participation | Inscrits / participation | Inscrits / participation | 411 607      | 75,30        | 411 727     | 74,06       |

#### Élections de 2017
Les élections présidentielles de 2017 voient, au premier tour, la victoire de Marine Le Pen à l'échelle du département suivi par Jean-Luc Mélenchon, François Fillon et Emmanuel Macron. La candidate frontiste gagne un peu plus de 11 000 voix sur l'ensemble du département. Le candidat de La France insoumise profite de la chute du Parti Socialiste pour récupérer près de 26 000 voix supplémentaires par rapport à 2012. Les Républicains, perdent quant à eux un peu plus de 26 000 voix en l'espace de 5 ans et perdent ainsi la place de 1re force politique départementale. Emmanuel Macron et son nouveau parti En Marche! séduit un peu plus de 58 000 électeurs. À noter également que la 5e force politique départementale lors de ces élections revient à Debout la France qui triple son nombre d'électeurs par rapport à 2012. Enfin, à la 6e place départementale, on retrouve le Parti Socialiste qui perd plus de 56 000 voix par rapport à l'élection précédente.
Lors du second tour, Emmanuel Macron remporte 53,45% des suffrages contre 46,55% pour sa concurrente Marine Le Pen.
| Candidats                | Candidats                | Partis                   | Premier tour | Premier tour | Second tour | Second tour |
| Candidats                | Candidats                | Partis                   | Voix         | %            | Voix        | %           |
| ------------------------ | ------------------------ | ------------------------ | ------------ | ------------ | ----------- | ----------- |
|                          | Marine Le Pen            | RN                       | 95 930       | 30,53        | 127 113     | 46,55       |
|                          | Jean-Luc Mélenchon       | LFI                      | 60 852       | 19,37        |             |             |
|                          | François Fillon          | LR                       | 59 619       | 18,97        |             |             |
|                          | Emmanuel Macron          | LREM                     | 58 208       | 18,52        | 145 965     | 53,45       |
|                          | Nicolas Dupont-Aignan    | DLF                      | 14 452       | 4,60         |             |             |
|                          | Benoît Hamon             | PS                       | 13 553       | 4,31         |             |             |
|                          | Jean Lassalle            | RES                      | 3 989        | 1,27         |             |             |
|                          | François Asselineau      | UPR                      | 2 890        | 0,92         |             |             |
|                          | Philippe Poutou          | NPA                      | 2 804        | 0,89         |             |             |
|                          | Nathalie Arthaud         | LO                       | 1 388        | 0,44         |             |             |
|                          | Jacques Cheminade        | SP                       | 543          | 0,17         |             |             |
|                          |                          |                          |              |              |             |             |
| Votes valides            | Votes valides            | Votes valides            | 314 228      | 97,67        | 273 078     | 88,60       |
| Votes blancs             | Votes blancs             | Votes blancs             | 5 606        | 1,74         | 26 871      | 8,72        |
| Votes nuls               | Votes nuls               | Votes nuls               | 1 887        | 0,59         | 8 250       | 2,68        |
| Total                    | Total                    | Total                    | 321 721      | 100          | 308 199     | 100         |
| Abstention               | Abstention               | Abstention               | 80 602       | 20,03        | 94 108      | 23,39       |
| Inscrits / participation | Inscrits / participation | Inscrits / participation | 402 323      | 79,97        | 402 307     | 76,61       |

#### Élections de 2012
Les élections présidentielles de 2012 voient arriver Nicolas Sarkozy en tête suivi de près par Marine Le Pen. En troisième position, on retrouve François Hollande, candidat pour le Parti Socialiste. La candidate du Front national est principalement en tête au nord et à l'ouest du département tandis que le candidat UMP est essentiellement en tête dans environ la moitié des communes vauclusiennes. François Hollande arrive en tête dans quelques petites communes seulement à l'exception faite d'Avignon.
Lors du second tour, le Président sortant Nicolas Sarkozy obtient 56,43% des suffrages et est en tête dans la plupart des communes tandis que son rival socialiste conserve le vote des Avignonnais et de quelques petites communes de l'est du département.
| |  | |
| Candidat arrivé en tête dans les communes du Vaucluse au 1ertour :François HollandeNicolas SarkozyMarine Le PenÉgalité entre Marine Le Pen et Nicolas Sarkozy |  | Candidat arrivé en tête dans les communes du Vaucluse au 2e tour : François HollandeNicolas SarkozyÉgalité |

| Candidats      | Candidats             | Partis         | Premier tour | Premier tour | Second tour | Second tour |  |
| Candidats      | Candidats             | Partis         | Voix         | %            | Voix        | %           |  |
| -------------- | --------------------- | -------------- | ------------ | ------------ | ----------- | ----------- |  |
|                | Nicolas Sarkozy       | UMP            | 85 898       | 27,45        | 168 758     | 56,43       |  |
|                | Marine Le Pen         | FN             | 84 585       | 27,03        |             |             |  |
|                | François Hollande     | PS             | 69 878       | 22,33        | 130 281     | 43,57       |  |
|                | Jean-Luc Mélenchon    | FG             | 34 879       | 11,15        |             |             |  |
|                | François Bayrou       | Modem          | 21 070       | 6,73         |             |             |  |
|                | Éva Joly              | EELV           | 7 062        | 2,26         |             |             |  |
|                | Nicolas Dupont-Aignan | DLR            | 4 679        | 1,50         |             |             |  |
|                | Philippe Poutou       | NPA            | 2 981        | 0,95         |             |             |  |
|                | Nathalie Arthaud      | LO             | 1 207        | 0,39         |             |             |  |
|                | Jacques Cheminade     | SP             | 650          | 0,21         |             |             |  |
|                |                       |                |              |              |             |             |  |
| Inscrits       | Inscrits              | Inscrits       | 388 052      | 100,00       | 388 058     | 100,00      |  |
| Abstentions    | Abstentions           | Abstentions    | 69 617       | 17,94        | 68 933      | 17,76       |  |
| Votants        | Votants               | Votants        | 318 435      | 82,06        | 319 125     | 82,24       |  |
| Blancs et nuls | Blancs et nuls        | Blancs et nuls | 5 546        | 1,74         | 20 086      | 6,29        |  |
| Exprimés       | Exprimés              | Exprimés       | 312 889      | 98,26        | 299 039     | 93,71       |  |

### Députés

#### Élections de 2024

Circonscriptions et affiliations à l'issue des élections de 2024.

| Circonscription | Député élu ou réélu | Parti | Parti | Groupe à l'Assemblée Nationale | Groupe à l'Assemblée Nationale |
| --------------- | ------------------- | ----- | ----- | ------------------------------ | ------------------------------ |
| 1re             | Raphaël Arnault     |       | LFI   | Groupe La France insoumise     |                                |
| 2e              | Bénédicte Auzanot   |       | RN    | Groupe Rassemblement national  |                                |
| 3e              | Hervé de Lépinau    |       | RN    | Groupe Rassemblement national  |                                |
| 4e              | Marie-France Lorho  |       | RN    | Groupe Rassemblement national  |                                |
| 5e              | Catherine Rimbert   |       | RN    | Groupe Rassemblement national  |                                |

#### Élections de 2022

Circonscriptions et affiliations à l'issue des élections de 2022.

Lors des élections législatives de 2022, on assiste à la disparition des Républicains dans le département qui perdent les bastions qu'ils détenaient depuis plusieurs mandats. C'est notamment le cas dans la 5e circonscription où le député sortant Julien Aubert est éliminé dès le premier tour. La majorité présidentielle n'est pas en reste non plus en perdant les deux circonscriptions qu'elle avait gagnées lors des élections de 2017. Elle peut néanmoins se consoler par la conquête de la 5e circonscription grâce à Jean-François Lovisolo.
Le nord du département reste acquis à la cause de la Ligue du Sud qui voit Marie-France Lorho retrouver les bancs de l'Assemblée nationale. Enfin, le Rassemblement national réalise une poussée importante dans le département en permettant l'élection de 3 députés sous ses couleurs : Joris Hébrard, Bénédicte Auzanot et Hervé de Lépinau.
Enfin, la coalition de la NUPES ne parvient pas à faire élire un député dans le département malgré les bons scores obtenus par Jean-Luc Mélenchon lors des élections présidentielles notamment dans la 1re circonscription.
Les trois députés du Rassemblement National siègent dans le Groupe RN à l'Assemblée nationale accompagnés par Marie-France Lorho qui s'y apparente tandis que Jean-François Lovisolo siège au sein du Groupe Renaissance.
| Circonscription | Député élu ou réélu    | Parti | Parti | Groupe à l'Assemblée Nationale     | Groupe à l'Assemblée Nationale |
| --------------- | ---------------------- | ----- | ----- | ---------------------------------- | ------------------------------ |
| 1re             | Joris Hébrard          |       | RN    | Groupe Rassemblement national      |                                |
| 2e              | Bénédicte Auzanot      |       | RN    | Groupe Rassemblement national      |                                |
| 3e              | Hervé de Lépinau       |       | RN    | Groupe Rassemblement national      |                                |
| 4e              | Marie-France Lorho     |       | LS    | app. Groupe Rassemblement national |                                |
| 5e              | Jean-François Lovisolo |       | LREM  | Groupe Renaissance                 |                                |

#### Élections de 2017

Circonscriptions et affiliations à l'issue des élections de 2017.

Circonscriptions et affiliations à l'issue des élections de 2012.

Les élections législatives de 2017 en Vaucluse voient le Parti Socialiste et le Front national perdre leurs sièges respectifs au profit du mouvement politique du nouveau Président de la République, Emmanuel Macron. En effet, le nouveau parti présidentiel s'implante en Vaucluse lors de ces élections en l'emportant dans la 1re et la 3e circonscription.
Le reste du département observe une stabilité politique. La Ligue du Sud conserve son siège de député dans le nord du département tandis que Jean-Claude Bouchet et Julien Aubert, candidats des Républicains conservent respectivement la 2e et la 5e circonscription.
| Circonscription | Député élu ou réélu    | Parti | Parti |
| --------------- | ---------------------- | ----- | ----- |
| 1re             | Jean-François Cesarini |       | LREM  |
| 2e              | Jean-Claude Bouchet    |       | LR    |
| 3e              | Brune Poirson          |       | LREM  |
| 4e              | Jacques Bompard        |       | LS    |
| 5e              | Julien Aubert          |       | LR    |

#### Élections de 2012
Les élections législatives de 2012 dans le Vaucluse sont marquées par l'élection de 5 députés contre 4 avant le redécoupage des circonscriptions législatives françaises de 2010. Avant 2012, l'UMP détenait l'ensemble des circonscriptions vauclusiennes. À l'issue de ces élections de 2012, ce dernier n'arrive à faire élire que deux députés, Jean-Claude Bouchet et Julien Aubert. Le Parti Socialiste en profite pour faire élire la conseillère générale du canton d'Avignon-Sud, Michèle Fournier-Armand, dans la circonscription d'Avignon.
Créée en 2010, la Ligue du Sud remporte la 4e circonscription grâce au maire d'Orange, Jacques Bompard.
Enfin, la 3e circonscription tombe dans l'escarcelle du Front national grâce à l'élection de Marion Maréchal-Le Pen.
| Circonscription | Député élu ou réélu     | Parti | Parti | Autres mandats                                                                 | Autres mandats |
| --------------- | ----------------------- | ----- | ----- | ------------------------------------------------------------------------------ | -------------- |
| 1re             | Michèle Fournier-Armand |       | PS    | Conseillère générale du canton d'Avignon-Sud, conseillère municipale d'Avignon |                |
| 2e              | Jean-Claude Bouchet     |       | UMP   | Maire de Cavaillon                                                             |                |
| 3e              | Marion Maréchal-Le Pen  |       | FN    |                                                                                |                |
| 4e              | Jacques Bompard         |       | LS    | Conseiller général du canton d'Orange-Ouest, maire d'Orange                    |                |
| 5e              | Julien Aubert           |       | UMP   |                                                                                |                |

#### Le redécoupage de 2010
- Première circonscription
- Deuxième circonscription
- Troisième circonscription
- Quatrième circonscription

- Première circonscription
- Deuxième circonscription
- Troisième circonscription
- Quatrième circonscription
- Cinquième circonscription

Alors que depuis 1986, le département comptait 4 circonscriptions, le redécoupage des circonscriptions législatives françaises de 2010 lui permet d'envoyer un député de plus au Palais Bourbon lors des élections législatives de 2012, soit 5 élus.
- la première circonscription composée des 4 cantons Avignonnais (Avignon-Est, Avignon-Nord, Avignon-Ouest, Avignon-Sud).
- la deuxième circonscription composée des cantons de Bonnieux, Cadenet, Cavaillon et L'Isle-sur-la-Sorgue.
- la troisième circonscription composée des cantons de Bédarrides, Carpentras-Sud et Pernes-les-Fontaines.
- la quatrième circonscription composée des cantons de Beaumes-de-Venise, Bollène, Malaucène, Orange-Est, Orange-Ouest, Vaison-la-Romaine et Valréas.
- la cinquième circonscription composée des cantons d'Apt, Carpentras-Nord, Gordes, Mormoiron, Pertuis et Sault.

### Sénateurs

#### Élections de 2020
Lors des élections sénatoriales de 2020, seules 5 listes de candidats se présentent contre 10 listes en 2014. Alain Milon brigue un nouveau mandat. Alain Dufaut se présente en troisième position sur la liste de Jean-Baptiste Blanc pour Les Républicains. Enfin, Claude Haut qui a quitté le Parti Socialiste en 2017, se présente en seconde position sur la liste La République en Marche jusqu'à ce que la liste soit invalidée , car la tête de liste, Laurence Chabaud, occupe une fonction incompatible avec une candidature à une élection sénatoriale, étant directrice du service environnement de la C.A. Luberon Monts de Vaucluse.
À l'issue de ces élections, le département compte toujours 2 sénateurs pour les Républicains et un sénateur pour le Parti Socialiste.
| Tête de liste            | Tête de liste            | Liste                    | Voix  | %     | Sièges |  |
| ------------------------ | ------------------------ | ------------------------ | ----- | ----- | ------ |  |
|                          | Jean-Baptiste Blanc      | LR                       | 411   | 32,85 | 1      |  |
|                          | Alain Milon sortant      | LR                       | 356   | 28,46 | 1      |  |
|                          | Lucien Stanzione         | PS-EÉLV-PCF-PRG          | 284   | 22,70 | 1      |  |
|                          | Bénédicte Auzanot        | RN                       | 157   | 12,55 | 0      |  |
|                          | Marie-Claude Bompard     | LS                       | 43    | 3,44  | 0      |  |
|                          |                          |                          |       |       |        |  |
| Votes valides            | Votes valides            | Votes valides            | 1 251 | 96,98 |        |  |
| Votes blancs             | Votes blancs             | Votes blancs             | 23    | 1,78  |        |  |
| Votes nuls               | Votes nuls               | Votes nuls               | 16    | 1,24  |        |  |
| Total                    | Total                    | Total                    | 1 290 | 100   | 3      |  |
| Abstention               | Abstention               | Abstention               | 13    | 1,00  |        |  |
| Inscrits / participation | Inscrits / participation | Inscrits / participation | 1 303 | 99,00 |        |  |

#### Élections de 2014
Depuis 2014, tous les sénateurs ont un mandat de 6 ans. En Vaucluse, les élections sénatoriales ont lieu la même année que les élections municipales. Par conséquent, les élections sénatoriales permettent de voir les rapports de force des différents partis politiques quant au nombre d'élus. En effet, seuls les grands électeurs peuvent voter lors des sénatoriales. En 2014, les élus ont votés pour la liste de gauche menée par Claude Haut et pour les listes UMP d'Alain Milon et Alain Dufaut. À l'issue de ces élections, le Parti Socialiste fait élire deux sénateurs : Claude Haut et Geneviève Jean. Cependant, le 12 février 2015, le Conseil constitutionnel, saisi par le candidat UMP Alain Dufaut, annonce l'élection immédiate de celui-ci en lieu et place de la socialiste Geneviève Jean. Les listes socialistes et UMP avaient obtenu une moyenne identique pour l'attribution du troisième siège, mais la règle prévoyant l'attribution à la liste ayant le nombre de voix le plus élevé avant de calculer la moyenne avait permis à Geneviève Jean de l'emporter. Or, le Conseil constitutionnel a estimé « qu'un bulletin en faveur de la liste conduite par M. Dufaut a été considéré à tort comme nul ». Alain Dufaut retrouve ainsi ses fonctions de sénateur le lendemain.
| Tête de liste | Tête de liste          | Liste       | Voix  | %      | Sièges |  |
| ------------- | ---------------------- | ----------- | ----- | ------ | ------ |  |
|               | Claude Haut            | PS          | 392   | 31,95  | 1      |  |
|               | Alain Milon            | UMP         | 295   | 24,04  | 1      |  |
|               | Alain Dufaut           | UMP         | 197   | 16,06  | 1      |  |
|               | Philippe Lottiaux      | FN          | 127   | 10,35  |        |  |
|               | Marie-Claude Bompard   | LS          | 104   | 8,48   |        |  |
|               | Guy Moureau            | PCF         | 63    | 5,14   |        |  |
|               | Marie-Christine Kadler | EELV        | 43    | 3,51   |        |  |
|               | Olivier Baudry de Vaux | DLR         | 4     | 0,33   |        |  |
|               | Catherine Guibourg     | PFE         | 2     | 0,16   |        |  |
|               | Joël Valero            | DVD         | 0     | 0,00   |        |  |
|               |                        |             |       |        |        |  |
| Inscrits      | Inscrits               | Inscrits    | 1 264 | 100,00 |        |  |
| Abstentions   | Abstentions            | Abstentions | 20    | 1,58   |        |  |
| Votants       | Votants                | Votants     | 1 244 | 98,42  |        |  |
| Blancs        | Blancs                 | Blancs      | 6     | 0,48   |        |  |
| Nuls          | Nuls                   | Nuls        | 11    | 0,88   |        |  |
| Exprimés      | Exprimés               | Exprimés    | 1 227 | 98,63  |        |  |

#### Élections de 2004
En 2004, le département de Vaucluse est représenté par trois sénateurs, une première depuis 1959 où traditionnellement, le département n'envoyait que deux élus siéger au Palais du Luxembourg:
|  | Identité     | Étiquette | Autres mandats                               |
|  | ------------ | --------- | -------------------------------------------- |
|  | Alain Dufaut | UMP       | Conseiller général du canton d'Avignon-Ouest |
|  | Alain Milon  | UMP       | Maire-adjoint de Sorgues                     |
|  | Claude Haut  | PS        | Président du Conseil général de Vaucluse     |

Pour les représentations précédentes, voir la Liste des sénateurs de Vaucluse.

### Conseillers régionaux

#### Élections de 2021
Lors des élections régionales 2021, la gauche décide une nouvelle fois de se retirer au second tour afin de faire barrage au Rassemblement national. En conséquence, la gauche ne sera à nouveau pas présente de l'hémicycle régional pour un mandat supplémentaire.
Lors du mandant 2021-2028, le Vaucluse est représenté par 14 conseillers régionaux : 9 élus provenant de la liste de Renaud Muselier et 5 de la liste de Thierry Mariani.
| Candidats   | Candidats             | Partis                               | Premier tour | Premier tour | Second tour | Second tour | Sièges |
| Candidats   | Candidats             | Partis                               | Voix         | %            | Voix        | %           | Sièges |
| ----------- | --------------------- | ------------------------------------ | ------------ | ------------ | ----------- | ----------- | ------ |
|             | Thierry Mariani       | LDP-RN-PL-LAF                        | 54 133       | 40,47        | 67 210      | 47,44       | 5      |
|             | Renaud Muselier       | LR-LREM-UDI-MoDem-LC-LFA-SL-Agir-LMR | 34 931       | 26,12        | 74 460      | 52,56       | 9      |
|             | Jean-Laurent Félizia  | EÉLV-PS-PCF-G·s-GRS-PP-GÉ-PRG-MdP    | 24 015       | 17,96        | Retrait     | Retrait     |        |
|             | Jean-Marc Governatori | CÉ-PA                                | 7 285        | 5,45         |             |             |        |
|             | Isabelle Bonnet       | LO                                   | 3 933        | 2,94         |             |             |        |
|             | Hervé Guerrera        | POC-RPS-E!-PNO                       | 3 336        | 2,49         |             |             |        |
|             | Noël Chuisano         | DLF                                  | 3 092        | 2,31         |             |             |        |
|             | Valérie Laupies       | LS                                   | 2 756        | 2,06         |             |             |        |
|             | Mikael Vincenzi       | SE                                   | 268          | 0,20         |             |             |        |
|             |                       |                                      |              |              |             |             |        |
| Inscrits    | Inscrits              | Inscrits                             | 403 975      | 100,00       | 404 070     | 100,00      |        |
| Abstentions | Abstentions           | Abstentions                          | 263 927      | 65,33        | 250 777     | 62,06       |        |
| Votants     | Votants               | Votants                              | 140 048      | 34,67        | 153 293     | 37,94       |        |
| Blancs      | Blancs                | Blancs                               | 4 183        | 2,99         | 8 178       | 5,33        |        |
| Nuls        | Nuls                  | Nuls                                 | 2 116        | 1,51         | 3 445       | 2,25        |        |
| Exprimés    | Exprimés              | Exprimés                             | 133 749      | 95,50        | 141 670     | 92,42       |        |

Lors des élections régionales de 2021, le Vaucluse compte 14 conseillers régionaux qui sont les suivants :
| Nom                     | Parti | Parti    | Groupe                                                   | Informations |
| ----------------------- | ----- | -------- | -------------------------------------------------------- | ------------ |
| Bénédicte Martin        |       | RE       | Notre Région d’abord                                     |              |
| Jean-François Perilhou  |       | DVD      | Notre Région d’abord                                     |              |
| Jacqueline Bouyac       |       | Horizons | Notre Région d’abord                                     |              |
| Patrick Adrien          |       | LR       | Notre Région d’abord                                     |              |
| Claire Aragones         |       | DVD      | Notre Région d’abord                                     |              |
| Michel Bissière         |       | LR       | Notre Région d’abord                                     |              |
| Dominique Brogi         |       | DVD      | Notre Région d’abord                                     |              |
| Jean Aillaud            |       | LR       | Notre Région d’abord                                     |              |
| Violaine Richard-Perrin |       | DVD      | Notre Région d’abord                                     |              |
| Anne-Sophie Rigault     |       | RN       | Rassemblement National, Droite Populaire et Indépendants |              |
| Thierry Mariani         |       | LDP      | Rassemblement National, Droite Populaire et Indépendants |              |
| Bénédicte Auzanot       |       | RN       | Rassemblement National, Droite Populaire et Indépendants |              |
| Thierry D'Aigremont     |       | RN       | Rassemblement National, Droite Populaire et Indépendants |              |
| Catherine Rimbert       |       | RN       | Rassemblement National, Droite Populaire et Indépendants |              |

#### Élections de 2015
Lors de ces élections, la liste soutenue par le PS arrivée en 3e position au niveau régional, décide de retirer son candidat, Christophe Castaner afin de faire barrage au Front national. Cette décision a pour conséquence l'absence de la gauche pendant 6 ans au Conseil régional de Provence-Alpes-Côte d'Azur. Au second tour, Les Républicains, menés localement par Julien Aubert, empochent 8 des 13 sièges mis en jeu lors de ces élections en Vaucluse. Les 5 sièges restants sont attribués au Front National.
| Tête de liste | Tête de liste          | Liste          | Premier tour | Premier tour | Second tour | Second tour | Sièges  |
| Tête de liste | Tête de liste          | Liste          | #            | %            | #           | %           | Sièges  |
| ------------- | ---------------------- | -------------- | ------------ | ------------ | ----------- | ----------- | ------- |
|               | Marion Maréchal-Le Pen | FN             | 92 884       | 44,23        | 115 859     | 51,28       | 5       |
|               | Julien Aubert          | LR-UDI-MoDem   | 37 675       | 17,94        | 110 075     | 48,72       | 8       |
|               | Christine Lagrange     | PS-PRG-MRC-UDE | 38 345       | 18,26        | Retrait     | Retrait     | Retrait |
|               | Emmanuel Serafini      | EELV-PCF-PG-E! | 13 059       | 6,22         |             |             |         |
|               | Michel Ricodeau        | AEI            | 9 095        | 4,33         |             |             |         |
|               | Jacques Bompard        | LS-PDF         | 8 740        | 4,16         |             |             |         |
|               | Didier Gaulon          | DLF            | 3 655        | 1,74         |             |             |         |
|               | Olivier Josué          | LO             | 3 323        | 1,58         |             |             |         |
|               | Nicolas Stortz         | ND             | 1 717        | 0,82         |             |             |         |
|               | Muriel Hermier         | UPR            | 1 524        | 0,73         |             |             |         |
|               |                        |                |              |              |             |             |         |
| Inscrits      | Inscrits               | Inscrits       | 398 416      | 100,00       | 398 454     | 100,00      |         |
| Abstentions   | Abstentions            | Abstentions    | 180 901      | 45,41        | 150 141     | 37,68       |         |
| Votants       | Votants                | Votants        | 217 515      | 54,59        | 248 313     | 62,32       |         |
| Blancs        | Blancs                 | Blancs         | 5 060        | 2,33         | 15 781      | 6,36        |         |
| Nuls          | Nuls                   | Nuls           | 2 438        | 1,12         | 6 598       | 2,66        |         |
| Exprimés      | Exprimés               | Exprimés       | 210 017      | 96,55        | 225 934     | 90,99       |         |

Depuis les Élections régionales françaises de 2015, le département de Vaucluse est représenté par 13 conseillers régionaux qui sont alors les suivants :
| Nom                       | Parti | Parti | Groupe               | Informations                                                  |
| ------------------------- | ----- | ----- | -------------------- | ------------------------------------------------------------- |
| Julien Aubert             |       | LR    | Union pour la région | 3e vice-président Député de la 5e circonscription de Vaucluse |
| Bénédicte Martin          |       | LR    | Union pour la région |                                                               |
| Michel Bissiere           |       | LR    | Union pour la région |                                                               |
| Jacqueline Bouyac         |       | LR    | Union pour la région |                                                               |
| Louis Biscarrat           |       | UDI   | Union pour la région |                                                               |
| Sonia Zidate              |       | MoDem | Union pour la région | 14e vice-présidente                                           |
| Stéphane Sauvageon        |       | LR    | Union pour la région |                                                               |
| Nathalie Czimer-Sylvestre |       | LR    | Union pour la région |                                                               |
| Marion Maréchal-Le Pen    |       | FN    | Front national       | Députée de la 3e circonscription de Vaucluse                  |
| Thibaut de la Tocnaye     |       | FN    | Front national       | Conseiller municipal de Cavaillon                             |
| Anne-Sophie Rigault       |       | FN    | Front national       | Conseillère municipale d'Avignon                              |
| Philippe Lottiaux         |       | FN    | Front national       | Conseiller municipal d'Avignon                                |
| Agapia Enderlin           |       | FN    | Front national       |                                                               |

### Conseillers généraux et cantons

#### Élections départementales de 2021
Lors de ces élections, on observe peu de changements par rapport à 2015 si ce n'est la perte du canton de Bollène par la Ligue du Sud au profit d'un binôme indépendant siégeant au sein de la majorité départementale. Cette défaite pour la Ligue du Sud s'explique par la perte de la ville de Bollène par le parti lors des élections municipales de 2020. À l'issue de ces élections départementales, la majorité de droite compte 14 sièges, 12 sièges pour l'opposition de gauche, 6 pour le Rassemblement national et 2 pour la Ligue du Sud.
| Président du Conseil départemental     |       |       |      |                                          |
| Dominique Santoni (LR)                 |       |       |      |                                          |
| Parti                                  | Sigle | Sigle | Élus | Groupes                                  |
| Majorité (14 sièges)                   |       |       |      |                                          |
| Les Républicains                       |       | LR    | 10   | Majorité départementale                  |
| Mouvement radical                      |       | MR    | 1    | Majorité départementale                  |
| Divers droite                          |       | DVD   | 1    | Majorité départementale                  |
| Sans étiquette                         |       | SE    | 2    | Le Vaucluse autrement                    |
| Opposition de gauche (12 sièges)       |       |       |      |                                          |
| Parti socialiste                       |       | PS    | 5    | Pour un Vaucluse solidaire et écologique |
| Divers gauche                          |       | DVG   | 4    | Pour un Vaucluse solidaire et écologique |
| Parti communiste français              |       | PCF   | 1    | Pour un Vaucluse solidaire et écologique |
| Europe Écologie Les Verts              |       | EÉLV  | 2    | Europe Écologie Les Verts                |
| Opposition d'extrême-droite (8 sièges) |       |       |      |                                          |
| Rassemblement national                 |       | RN    | 6    | Rassemblement national                   |
| Ligue du Sud                           |       | LdS   | 2    | Ligue du Sud                             |

| Canton               | Conseiller Sortant        | Parti | Parti | Conseiller Élu                 | Parti | Parti |
| -------------------- | ------------------------- | ----- | ----- | ------------------------------ | ----- | ----- |
| Apt                  | Maurice Chabert           |       | LR    | Patrick Merle                  |       | MR    |
| Apt                  | Dominique Santoni         |       | LR    | Dominique Santoni              |       | LR    |
| Avignon-1            | Darida Belaïdi            |       | PS    | Samir Allel                    |       | EÉLV  |
| Avignon-1            | Alain Moretti             |       | LREM  | Léa Louard                     |       | EÉLV  |
| Avignon-2            | Sylvie Fare               |       | EÉLV  | Laurence Lefèvre               |       | DVG   |
| Avignon-2            | Sylvain Iordanoff         |       | LREM  | Fabrice Martinez-Tocabens      |       | DVG   |
| Avignon-3            | André Castelli            |       | PCF   | André Castelli                 |       | PCF   |
| Avignon-3            | Delphine Jordan           |       | PCF   | Annick Dubois                  |       | PS    |
| Bollène              | Marie-Claude Bompard      |       | LS    | Christine Lanthelme            |       | SE    |
| Bollène              | Xavier Fruleux            |       | LS    | Anthony Zilio                  |       | SE    |
| Carpentras           | Hervé de Lépinau          |       | RN    | Hervé de Lépinau               |       | RN    |
| Carpentras           | Marie Thomas de Maleville |       | RN    | Marie Thomas de Maleville      |       | RN    |
| Cavaillon            | Élisabeth Amoros          |       | LR    | Élisabeth Amoros               |       | LR    |
| Cavaillon            | Jean-Baptiste Blanc       |       | LR    | Jean-Baptiste Blanc            |       | LR    |
| Cheval-Blanc         | Suzanne Bouchet           |       | LR    | Suzanne Bouchet                |       | LR    |
| Cheval-Blanc         | Christian Mounier         |       | DVD   | Christian Mounier              |       | DVD   |
| L'Isle-sur-la-Sorgue | Pierre Gonzalvez          |       | LR    | Marielle Fabre                 |       | LR    |
| L'Isle-sur-la-Sorgue | Clémence Marino-Philippe  |       | LR    | Pierre Gonzalvez               |       | LR    |
| Monteux              | Antonia Dufour            |       | DVD   | Florelle Bonnet                |       | RN    |
| Monteux              | Rémy Rayé                 |       | RN    | Jean-Claude Ober               |       | RN    |
| Orange               | Yann Bompard              |       | LS    | Valérie Andrès                 |       | LS    |
| Orange               | Marie-Thérèse Galmard     |       | LS    | Yann Bompard                   |       | LS    |
| Pernes-les-Fontaines | Gisèle Brun               |       | PS    | Max Raspail                    |       | PS    |
| Pernes-les-Fontaines | Max Raspail               |       | PS    | Myriam Silem                   |       | DVG   |
| Pertuis              | Jean-François Lovisolo    |       | PS    | Jean-François Lovisolo         |       | PS    |
| Pertuis              | Noëlle Trinquier          |       | PS    | Noëlle Trinquier               |       | PS    |
| Le Pontet            | Danielle Brun             |       | RN    | Danielle Brun                  |       | RN    |
| Le Pontet            | Joris Hébrard             |       | RN    | Joris Hébrard                  |       | RN    |
| Sorgues              | Laure Comte-Berger        |       | LR    | Christelle Jablonski-Castanier |       | LR    |
| Sorgues              | Thierry Lagneau           |       | LR    | Thierry Lagneau                |       | LR    |
| Vaison-la-Romaine    | Xavier Bernard            |       | PS    | Sophie Rigaut                  |       | PS    |
| Vaison-la-Romaine    | Sophie Rigaut             |       | PS    | Alexandre Roux                 |       | DVG   |
| Valréas              | Jean-Marie Roussin        |       | UDI   | Corinne Testud-Robert          |       | LR    |
| Valréas              | Corinne Testud-Robert     |       | LR    | Bruno Valle                    |       | LR    |

En semptembre 2022, à la suite des élections législatives de 2022, Joris Hébrard, élu député, décide de démissionner du conseil départemental de Vaucluse. Son suppléant, Nicolas Humbert, lui succède.

#### Élections départementales de 2015
Ces élections départementales de 2015 sont les premières à intervenir après le redécoupage cantonal de 2014. À la suite de ce découpage, le département passe de 24 à 17 cantons et de 24 à 34 élus départementaux. Claude Haut du PS, élu en 2001, est le président sortant du département. À l'issue du second tour, la gauche, partie divisée entre PS, Front de gauche et écologistes, fait jeu égal avec la droite UMP-DVD avec 12 sièges chacune. Le Front national, dont la conquête du Vaucluse était un objectif, réussit une percée avec 6 sièges, sans réussir à obtenir de majorité alors que l'autre parti d'extrême droite, la Ligue du Sud, remporte 4 sièges.
Le 2 avril 2015, Maurice Chabert, membre de l'UMP est élu président du conseil départemental au bénéfice de l'âge.
| Parti                                   | Sigle | Sigle | Élus |
| --------------------------------------- | ----- | ----- | ---- |
| Majorité (12 sièges)                    |       |       |      |
| Union pour un mouvement populaire       |       | UMP   | 9    |
| Divers droite                           |       | DVD   | 2    |
| Union des démocrates et indépendants    |       | UDI   | 1    |
| Opposition de gauche (12 sièges)        |       |       |      |
| Parti socialiste                        |       | PS    | 7    |
| Europe Écologie Les Verts               |       | EÉLV  | 3    |
| Parti communiste français               |       | PCF   | 2    |
| Opposition d'extrême droite (10 sièges) |       |       |      |
| Front national                          |       | FN    | 6    |
| Ligue du Sud                            |       | LS    | 4    |
| Président du Conseil départemental      |       |       |      |
| Maurice Chabert (UMP)                   |       |       |      |

| Canton               | Conseiller sortant       | Parti                    | Parti       | Conseiller élu            | Parti           | Parti           |
| -------------------- | ------------------------ | ------------------------ | ----------- | ------------------------- | --------------- | --------------- |
| Apt                  | Pierre Boyer*            |                          | PS          | Maurice Chabert           |                 | UMP             |
| Apt                  | Pierre Boyer*            | Dominique Santoni        | PS          |                           | UMP             |                 |
| Avignon-Est          | André Castelli           |                          | PCF         | Canton supprimé           | Canton supprimé | Canton supprimé |
| Avignon-Nord         | Claude Toutain           |                          | UMP         | Canton supprimé           | Canton supprimé | Canton supprimé |
| Avignon-Ouest        | Alain Dufaut             |                          | UMP         | Canton supprimé           | Canton supprimé | Canton supprimé |
| Avignon-Sud          | Michèle Fournier-Armand* |                          | PS          | Canton supprimé           | Canton supprimé | Canton supprimé |
| Avignon-1            | Canton créé              | Canton créé              | Canton créé | Darida Belaïdi            |                 | PS              |
| Avignon-1            | Canton créé              | Canton créé              | Canton créé | Alain Moretti             |                 | PS              |
| Avignon-2            | Canton créé              | Canton créé              | Canton créé | Sylvie Fare               |                 | EÉLV            |
| Avignon-2            | Canton créé              | Canton créé              | Canton créé | Sylvain Iordanoff         |                 | EÉLV            |
| Avignon-3            | Canton créé              | Canton créé              | Canton créé | André Castelli            |                 | PCF             |
| Avignon-3            | Canton créé              | Canton créé              | Canton créé | Delphine Jordan           |                 | PCF             |
| Beaumes-de-Venise    | Christian Gonnet*        |                          | UMP         | Canton supprimé           | Canton supprimé | Canton supprimé |
| Bédarrides           | Thierry Lagneau          |                          | UMP         | Canton supprimé           | Canton supprimé | Canton supprimé |
| Bollène              | Jean-Pierre Lambertin    |                          | PS          | Marie-Claude Bompard      |                 | LS              |
| Bollène              | Jean-Pierre Lambertin    | Xavier Fruleux           | PS          |                           | LS              |                 |
| Bonnieux             | Olivier Florens*         |                          | EÉLV        | Canton supprimé           | Canton supprimé | Canton supprimé |
| Cadenet              | Michel Tamisier*         |                          | DVG         | Canton supprimé           | Canton supprimé | Canton supprimé |
| Carpentras-Nord      | Patrick Bassot*          |                          | FN          | Canton supprimé           | Canton supprimé | Canton supprimé |
| Carpentras-Sud       | Jean-Michel Ferrand      |                          | UMP         | Canton supprimé           | Canton supprimé | Canton supprimé |
| Carpentras           | Canton créé              | Canton créé              | Canton créé | Hervé de Lépinau          |                 | FN              |
| Carpentras           | Canton créé              | Canton créé              | Canton créé | Marie Thomas de Maleville |                 | FN              |
| Cavaillon            | Jean-Baptiste Blanc      |                          | UMP         | Élisabeth Amoros          |                 | UMP             |
| Cavaillon            | Jean-Baptiste Blanc      | Jean-Baptiste Blanc      | UMP         |                           | UMP             |                 |
| Cheval-Blanc         | Canton créé              | Canton créé              | Canton créé | Suzanne Bouchet           |                 | DVD             |
| Cheval-Blanc         | Canton créé              | Canton créé              | Canton créé | Christian Mounier         |                 | DVD             |
| Gordes               | Maurice Chabert          |                          | UMP         | Canton supprimé           | Canton supprimé | Canton supprimé |
| L'Isle-sur-la-Sorgue | Michel Fuillet           |                          | PS          | Pierre Gonzalvez          |                 | UMP             |
| L'Isle-sur-la-Sorgue | Michel Fuillet           | Clémence Marino-Philippe | PS          |                           | UMP             |                 |
| Malaucène            | Xavier Bernard*          |                          | DVG         | Canton supprimé           | Canton supprimé | Canton supprimé |
| Monteux              | Canton créé              | Canton créé              | Canton créé | Antonia Dufour            |                 | FN              |
| Monteux              | Canton créé              | Canton créé              | Canton créé | Rémy Rayé                 |                 | FN              |
| Mormoiron            | Max Raspail              |                          | PS          | Canton supprimé           | Canton supprimé | Canton supprimé |
| Orange-Est           | Marie-Claude Bompard     |                          | LS          | Canton supprimé           | Canton supprimé | Canton supprimé |
| Orange-Ouest         | Marie Brun*              |                          | LS          | Canton supprimé           | Canton supprimé | Canton supprimé |
| Orange               | Canton créé              | Canton créé              | Canton créé | Yann Bompard              |                 | LS              |
| Orange               | Canton créé              | Canton créé              | Canton créé | Marie-Thérèse Galmard     |                 | LS              |
| Pernes-les-Fontaines | François Pantagène       |                          | UMP         | Gisèle Brun               |                 | PS              |
| Pernes-les-Fontaines | François Pantagène       | Max Raspail              | UMP         |                           | PS              |                 |
| Pertuis              | Maurice Lovisolo*        |                          | PS          | Jean-François Lovisolo    |                 | PS              |
| Pertuis              | Maurice Lovisolo*        | Noëlle Trinquier         | PS          |                           | EÉLV            |                 |
| Le Pontet            | Canton créé              | Canton créé              | Canton créé | Danielle Brun             |                 | FN              |
| Le Pontet            | Canton créé              | Canton créé              | Canton créé | Joris Hébrard             |                 | FN              |
| Sault                | André Faraud*            |                          | PS          | Canton supprimé           | Canton supprimé | Canton supprimé |
| Sorgues              | Canton créé              | Canton créé              | Canton créé | Laure Comte-Berger        |                 | UMP             |
| Sorgues              | Canton créé              | Canton créé              | Canton créé | Thierry Lagneau           |                 | UMP             |
| Vaison-la-Romaine    | Claude Haut              |                          | PS          | Claude Haut               |                 | PS              |
| Vaison-la-Romaine    | Claude Haut              | Sophie Rigaut            | PS          |                           | PS              |                 |
| Valréas              | Gérard Santucci          |                          | PS          | Jean-Marie Roussin        |                 | UDI             |
| Valréas              | Gérard Santucci          | Corinne Testud-Robert    | PS          |                           | UMP             |                 |

* Conseillers généraux sortants ne se représentant pas
Au cours du mandat, plusieurs élus ont quitté leur parti. En 2016, Alain Moretti quitte le PS pour rejoindre En marche!. En septembre 2017, il est rejoint par Sylvain Iordanoff qui quitte Europe Écologie Les Verts pour rejoindre En marche!. Alain Moretti et Sylvain Iordanoff forme un groupe "La République en Marche" au conseil départemental.
C'est également le cas pour Antonia Dufour, élue dans le Canton de Monteux qui a quitté le RN en 2018 pour siéger en tant que divers droite.
Noëlle Trinquier a quitté[Quand ?] Europe Écologie Les Verts pour rejoindre le PS[réf. souhaitée].
| Groupe | Groupe      | Avril 2015 | 2016 | Septembre 2017 | Novembre 2018 | Mars 2021 |
| ------ | ----------- | ---------- | ---- | -------------- | ------------- | --------- |
|        | PCF         | 2          | 2    | 2              | 2             | 2         |
|        | PS          | 7          | 6    | 6              | 6             | 7         |
|        | EÉLV        | 3          | 3    | 2              | 2             | 1         |
|        | LREM        | 0          | 1    | 2              | 2             | 2         |
|        | UDI         | 1          | 1    | 1              | 1             | 1         |
|        | UMP puis LR | 9          | 9    | 9              | 9             | 9         |
|        | DVD         | 2          | 2    | 2              | 3             | 3         |
|        | FN puis RN  | 6          | 6    | 6              | 5             | 5         |
|        | LS          | 4          | 4    | 4              | 4             | 4         |

#### Élections cantonales de 2011
Le Vaucluse possède 24 cantons, donc 24 conseillers généraux élus. Depuis les dernières élections cantonales françaises de 2011, les cantons sont représentés par :
|                                |  | Identité                | Étiquette | Autres mandats                               |
| ------------------------------ |  | ----------------------- | --------- | -------------------------------------------- |
| Canton d'Apt                   |  | Pierre Boyer            | PS        | Maire-adjoint d’Apt                          |
| Canton d'Avignon-Est           |  | André Castelli          | PCF       | Conseiller municipal d’Avignon               |
| Canton d'Avignon-Nord          |  | Claude Toutain          | UMP       | Maire-adjoint du Pontet                      |
| Canton d'Avignon-Ouest         |  | Alain Dufaut            | UMP       | Sénateur                                     |
| Canton d'Avignon-Sud           |  | Michèle Fournier-Armand | PS        | Conseillère municipale d’Avignon             |
| Canton de Beaumes-de-Venise    |  | Christian Gonnet        | UMP       | Maire de Beaumes-de-Venise                   |
| Canton de Bédarrides           |  | Thierry Lagneau         | UMP       | Maire de Sorgues                             |
| Canton de Bollène              |  | Jean-Pierre Lambertin   | PS        | Maire de Lapalud                             |
| Canton de Bonnieux             |  | Olivier Florens         | EELV      | Conseiller municipal de Cavaillon            |
| Canton de Cadenet              |  | Michel Tamisier         | DVG       | -                                            |
| Canton de Carpentras-Nord      |  | Patrick Bassot          | FN        | Conseiller municipal de Carpentras           |
| Canton de Carpentras-Sud       |  | Jean-Michel Ferrand     | UMP       | Député                                       |
| Canton de Cavaillon            |  | Jean-Baptiste Blanc     | UMP       | Maire-adjoint de Cavaillon                   |
| Canton de Gordes               |  | Maurice Chabert         | UMP       | Maire de Gordes                              |
| Canton de L'Isle-sur-la-Sorgue |  | Michel Fuillet          | PS        | Conseiller municipal de L'Isle-sur-la-Sorgue |
| Canton de Malaucène            |  | Xavier Bernard          | DVG       | Maire d'Entrechaux                           |
| Canton de Mormoiron            |  | Max Raspail             | PS        | Maire de Blauvac                             |
| Canton d'Orange-Est            |  | Marie-Claude Bompard    | LS        | Maire de Bollène                             |
| Canton d'Orange-Ouest          |  | Jacques Bompard         | LS        | Maire d'Orange                               |
| Canton de Pernes-les-Fontaines |  | François Pantagène      | UMP       | Maire-adjoint de Pernes-les-Fontaines        |
| Canton de Pertuis              |  | Maurice Lovisolo        | PS        | -                                            |
| Canton de Sault                |  | André Faraud            | PS        | Maire de Sault                               |
| Canton de Vaison-la-Romaine    |  | Claude Haut             | PS        | Sénateur                                     |
| Canton de Valréas              |  | Gérard Santucci         | PS        | -                                            |

## Sources
1. ↑  EOLAS, « L'évolution du territoire - Archives départementales de Vaucluse », sur vaucluse.fr via Wikiwix (consulté le 14 octobre 2023).
2. ↑  « Election présidentielle 2022 Vaucluse » (consulté le 17 avril 2022).
3. ↑  « Élection présidentielle 2017 Vaucluse » (consulté le 1er avril 2023).
4. ↑  « Élection présidentielle 2012 Vaucluse » (consulté le 1er avril 2023).
5. ↑  http://www.laprovence.com/article/martigues/une-5e-circonscription-en-vaucluse-cest-fait Une circonscription de plus pour le Vaucluse
6. ↑  Daniel Morin, « Élections sénatoriales en Vaucluse : la candidature de Laurence Chabaud (LREM) invalidée », sur francebleu.fr, 16 septembre 2020 (consulté le 28 octobre 2020).
7. ↑  « vaucluse.gouv.fr/elections-sen… »(Archive.org • Wikiwix • Archive.is • Google • Que faire ?).
8. ↑  « Résultats des sénatoriales 2020 dans le Vaucluse », sur Ministère de l'Intérieur (consulté le 28 septembre 2020)
9. ↑  AFP, « Dans le Vaucluse, un sénateur UMP prend la place d'une sénatrice PS », Libération,‎ 12 février 2015 (lire en ligne, consulté le 23 août 2020).
10. ↑  Alain Dufaut retrouve son poste de sénateur
11. ↑  Résultats officiels sur le site du ministère de l'Intérieur.
12. ↑  Conseil constitutionnel Communiqué de presse - 2014-4902 SEN
13. ↑  http://www.politiquemania.com/senateurs-vaucluse.html Évolution du nombre de sénateurs dans le Vaucluse
14. ↑  La page d'Alain Dufaut sur le site du Sénat : http://www.senat.fr/senateur/dufaut_alain87003b.html
15. ↑  La page d'Alain Milon sur le site du Sénat : http://www.senat.fr/senateur/milon_alain04092n.html
16. ↑  La page de Claude Haut sur le site du Sénat : http://www.senat.fr/senateur/haut_claude95037j.html
17. ↑  Jean-Laurent Félizia retire sa liste pour faire barrage au RN
18. ↑  « Élections régionales 2021 en Vaucluse » (consulté le 4 avril 2023).
19. ↑  « Conseil Régional de la région : Provence-Alpes-Côte d'Azur », sur Ministère de l'Intérieur (consulté le 4 avril 2023)
20. ↑  La gauche se désiste pour faire barrage au FN
21. ↑  Résultats des élections régionales de 2015 dans le Vaucluse
22. ↑  « Conseil Régional de la région : Provence-Alpes-Côte d'Azur », sur Ministère de l'Intérieur (consulté le 20 décembre 2015)
23. ↑  Nicolas Humbert remplace Joris Hébrard au département
24. ↑  Alain Moretti brigue un second mandat pour LREM
25. ↑  Alain Moretti et Sylvain Iordanoff forme un groupe LREM au département
26. ↑  Antonia Dufour quitte le RN
27. ↑  Liste des conseillers généraux sur le site du conseil général de Vaucluse